# 拉麦 (玛土撒利之子)
《聖經》中有两位拉麦（希伯來語：‎）天主教思高聖經譯拉默客。本文介绍的拉麦是《希伯來聖經》中亞當和夏娃长子該隱的後裔，瑪土撒利的兒子。據《聖經》記載，他是世界上第一个违反一夫一妻制的人，他有兩個妻子：亞大和洗拉。